# Millénium (bande dessinée)
Pour les articles homonymes, voir Millenium.
Millénium est une série de bande dessinée franco-belge écrite par le scénariste Sylvain Runberg et éditée en album à partir de 2013 par Dupuis. José Homs a dessiné les premier, deuxième et cinquième tomes tandis que  Manolo « Man » Carot s'est chargé de dessiner les troisième, quatrième et sixième tomes.
Cette série est adaptée de la trilogie suédoise de romans policiers Millénium (Millennium) de Stieg Larsson, publiée de juillet 2005 à mai 2007 en Suède. Par ailleurs, cette trilogie a été adaptée aux grands écrans.

## Description

### Synopsis
Chaque année depuis trente-six ans, un homme reçoit à son anniversaire une fleur séchée dans un joli petit cadre, un envoi évidemment anonyme ; tous ont été accrochés à un mur de son bureau. Et, chaque année, il téléphone immédiatement à un commissaire à la retraite pour lui confirmer le message reçu. Quel message ? De qui ? Pourquoi ?
Mikael Blomkvist est un journaliste économique qui écrit dans le magazine Millénium, dont il est copropriétaire. Parce qu'il n'a pas étayé sérieusement ses informations lors d'une enquête journalistique, il est assez lourdement condamné pour diffamation envers une des personnalités les plus en vue de l'économie suédoise, le multimillionnaire Hans-Erik Wennerström. Son manque de professionnalisme dans cette affaire reste inexpliqué.
Alors qu'il va prendre de la distance avec sa vie et son métier – et aussi pour aller purger une peine de prison ferme –, une des figures majeures de l'histoire de l'industrie suédoise, Henrik Vanger, lui confie un travail de la plus haute importance, officiellement écrire une biographie de l'histoire de la puissante famille Vanger. En fait, la véritable mission de Blomkvist concerne un meurtre non élucidé depuis plus de trente-six ans, celui de la nièce préférée de Henrik, Harriet Vanger, disparue à l'âge de seize ans. Pour compléter le mystère et susciter la curiosité de Blomkvist, Henrik est provoqué chaque année par un expéditeur anonyme qui lui fait parvenir une fleur sous cadre. De plus, la famille Vanger, composée d'une soixantaine de personnes, semble cacher bien des haines et des secrets. Tous ces éléments sont attrayants et Blomkvist accepte la proposition de Henrik Vanger, aussi parce que celui-ci s'est engagé à lui confier des informations sensibles sur Wennerström, avec lesquelles une vengeance sera possible.
Lisbeth Salander est une jeune femme de vingt-quatre ans, plutôt étrange, en total déphasage avec la société dans laquelle elle vit ainsi qu'avec sa famille ; elle a été placée sous tutelle. Mais Lisbeth possède un don exceptionnel, découvrir des informations introuvables par des moyens connus d'elle seule. Elle travaille d'ailleurs en indépendant pour une société active dans le domaine de la sécurité et est engagée comme assistante auprès de Mikael dans le cadre de la mission confiée par H. Vanger.
Tous ces personnages seront amenés à se croiser durant l'enquête.

### Personnages
Dans les rôles principaux, aux côtés du journaliste économique et cofondateur du magazine Millénium Mikael Blomkvist et de l'enquêtrice rebelle Lisbeth Salander, les personnages récurrents de la série sont nombreux.

## Analyse
Après avoir lu la trilogie Millénium de Stieg Larsson, bien qu'il soit « attaché aux trois personnages principaux, Lisbeth Salander, Mikaël Blomkvist et Erika Berger » ainsi qu'il aime étudier sur « (…)le féminisme et la violence faite aux femmes, l’extrême droite, (…) la Suède », Sylvain Runberg a très vite envie de l'adapter en bande dessinée et, en fin des années 2000, en parle avec les personnels de Dupuis qui, ces derniers, « n’avaient pas vraiment entamé de négociations pour l’achat des droits » : l'éditeur l'appelle finalement en été 2010, lui demandant s'il est toujours partant pour l'adaptation. Et le scénariste a « évidemment accepté ».
L'éditeur Dupuis explique, en octobre 2012, que chaque roman se promet deux albums diptyques pour en faire six recueils, étant donné qu'un album paraît tous les six mois entre 2013 et 2015,.
En octobre 2012, la maison des éditions met en ligne les cinq premières planches et, en février 2013, les quinze premières, avant que la première partie Les Hommes qui n'aimaient pas les femmes ne sort en fin de mars 2013 et la seconde, en fin de novembre 2013.

## Postérité

### Accueil critique
Tiré 50 000 exemplaires, le premier volume se trouve en onzième position des meilleures ventes des bande dessinées en une semaine selon le Top 15 du Livres-Hebdo. Sur le site de BD Zoom, le journaliste Gilles Ratier rassure les bédéphiles : « vous pouvez vous y plonger sans appréhension, cette adaptation est plus que réussie… ». La deuxième semaine, il monte au cinquième, mais descendra définitivement à partir de la semaine suivante,.
Jean-Bernard Vanier, chroniqueur du Planète BD, souligne que « José Homs se saisit quant à lui brillamment de cette adaptation, grâce à un dessin élégant et on ne peut mieux cadré. On aime aussi sa mise en couleurs, qui assume parfaitement la charge émotionnelle du récit. Enfin il garde aussi l’intelligence de ne pas s’éloigner radicalement des images cinématographiques imprimées malgré nous dans un coin de notre cerveau, tout en offrant sa propre personnalité ». Laurence Le Saux, du BoDoï, avoue qu'« en quelques pages, on était replongé dans une histoire complexe, brutale, mystérieuse. […] Le trait de José Homs prend de l’épaisseur au fil de la lecture, se réchauffe selon les scènes, acquiert une vraie densité ».

### Influences
De toute évidence, la série est une adaptation des trois romans policiers suédois Millénium (Millennium) de Stieg Larsson, publiée de juillet 2005 à mai 2007 par Norstedts Förlag en Suède, qui a obtenu un succès mondial : plus de 26 000 000 d'exemplaires vendus jusqu'en juillet 2010 et qu'en fin janvier 2011, le total des ventes s'élevait à 50 millions d'exemplaires.
Cette trilogie en a fait des longs-métrages suédois en 2009 : Millénium (Män som hatar kvinnor) de Niels Arden Oplev avec les acteurs Michael Nyqvist et Noomi Rapace, Millénium 2 : La Fille qui rêvait d'un bidon d'essence et d'une allumette (Flickan som lekte med elden) de Daniel Alfredson et Millénium 3 : La Reine dans le palais des courants d'air (Luftslottet som sprängdes) de Daniel Alfredson. Deux ans après, la production américaine Yellow Bird reprend les droits en collaboration avec Metro-Goldwyn-Mayer et Columbia Pictures pour une nouvelle adaptation dirigée par David Fincher avec Daniel Craig et Rooney Mara : Millénium : Les Hommes qui n'aimaient pas les femmes (The Girl with the Dragon Tattoo).
Elle a eu le droit aussi une adaptation pour la série télévisée suédoise au même titre en six épisodes de 90 minutes, diffusée en 2010 sur la chaîne Sveriges Television.

## Publications

### Albums
- 1 Les Hommes qui n'aimait pas les femmes - Première partie, Dupuis « Grand Public »,  (ISBN 978-2-8001-5710-8), mars 2013
Scénario : Sylvain Runberg - Dessin et couleurs : José Homs

- 2 Les Hommes qui n'aimait pas les femmes - Deuxième partie, Dupuis « Grand Public »,  (ISBN 978-2-8001-5777-1), novembre 2013
Scénario : Sylvain Runberg - Dessin et couleurs : José Homs

- 3 La Fille qui rêvait d'un bidon d'essence et d'une allumette - Première partie, Dupuis « Grand Public »,  (ISBN 978-2-8001-5660-6), mars 2014
Scénario : Sylvain Runberg - Dessin : Man

- 4 La Fille qui rêvait d'un bidon d'essence et d'une allumette - Deuxième partie, Dupuis « Grand Public »,  (ISBN 978-2-8001-5661-3), octobre 2014
Scénario : Sylvain Runberg - Dessin : Man

- 5 La Reine dans le palais des courants d'air - Première partie, Dupuis « Grand Public »,  (ISBN 978-2-8001-6322-2), mars 2015
Scénario : Sylvain Runberg - Dessin et couleurs : José Homs

- 6 La Reine dans le palais des courants d'air - Deuxième partie, Dupuis « Grand Public »,  (ISBN 978-2-8001-6357-4), septembre 2015
Scénario : Sylvain Runberg - Dessin : Man

### Intégrale
- 1 Millenium 1 & 2, Khani Editions,  (ISBN 978-2-87571-005-5), novembre 2013
Scénario : Sylvain Runberg - Dessin : José Homs